# P.T. (видео-игра)
ПТ (иницијализам за „playable teaser“, интерактивни тизер) је психолошка хорор видео игра у првом лицу коју је развила Kojima Productions, под псеудонимом „7780s Studio“, а објавила је Конами . Игру је режирао и дизајнирао Хидео Коџима, у сарадњи са филмским редитељем Гиљермом дел Тором .
Пуштен у продају за PlayStation 4 12. августа 2014. године, као бесплатно преузимање на PlayStation Network, ПТ је служио првенствено као интерактивни тизер за игру Silent Hills, отказана рата у серији Silent Hill . Након отказивања, Конами је уклонио ПТ из PlayStation Store и елиминисао прилику за поновну инсталацију игре, што је одлука која је касније изнедрила критике, напоре обожавалаца да омогуће поновно преузимање ПТ -а, и навијачки ремаке игре.
ПТ је добио критичко признање због своје режије, визуелности, сложенe приче и стварања натприродне хорор напетости, док су његове загонетке изазвале помешане оцене.

## Прича
ПТ се усредсређује на неименованог протагонисту који се пробуди у бетонски обложеној соби и отвора врата уклетог ходника у којем може само да прође кроз ходник који се непрекидно петља и мења. Први пут кад прође, радио извештава о породичном убиству, које је починио отац, а касније спомиње још два случаја попут тог.
Касније, главни јунак наилази на непријатељско и нестабилно женско привиђење, по имену Лиса. Ушавши у купатило и закључавши се унутра, набавља батеријску лампу и проналази створење налик неразвијеном фетусу како плаче у судопери. Убрзо излази, али сазнаје да га привиђење посматра. Иако је могуће потпуно избећи духа, ако нападне главног јунака, он се поново буди у првој соби игре, започињући петљу поново. У овој соби се налази крвава покретна папирна врећа која прича. Говори му о узнемирујућем искуству и износи исти цитат виђен на почетку игре: „Пази. Рупа на вратима ... то је друга стварност. Ја сам једини ја. Да ли си сигуран да си ти једини ти? "
Следећих неколико петљи има фрижидер који виси са плафона и из ког цури крв. Из хладњака се чује пригушени звук хистерично уплакане бебе која агресивно тресе фрижидер. Након што играч заврши слагалицу и уђе у следећу петљу, фрижидер нестаје и радио издаје шведску поруку која се односи на радио драму Рат светова из 1938. године . У следећој петљи лампе постају потпуно црвене, вид се замагљује, протагониста се ненормално брзо креће, а врата која воде до степеништа на другом крају ходника замењују се бесконачним понављањима исте петље. На крају, главни јунак открива рупу у зиду и гледа кроз њу како би чуо жену која бива избодена до смрти у купатилу, док глас на радију бунца о друштвеној нестабилности. Након звука радија и заустављања убистава, врата купатила се сама отварају и играч улази у створење налик фетусу, говорећи главном јунаку да је десет месеци раније неспецификована особа остала без посла и окренула се алкохолизму . Његова супруга је тада радила као хонорарна благајница да би финансијски издржавала породицу, али управника је сексуално привлачила. Затим се ходник исправља и протагониста на крају чује глас који изнова изговара „204863“. Перспектива играча се изобличава, а игра приказује лажну поруку о паду система .
Када се игра поново покрене, главни јунак се буди у бетонски обложеној соби и наставља следећу и последњу петљу само са батеријском лампом као извором светлости. Открива поцепане комаде фотографије расуте по сали и поново је саставља у свој оквир. По завршетку слике и завршеном скупу задатака зазвони телефон; главни јунак се јавља на телефон да чује речи: „Изабрани сте“. Главни јунак чује откључавање врата и напушта зграду.
У каснијој сцени, глас примећује да је живео регуларно, све док његов отац није убио њега и породицу; затим износи намеру да се врати са својим „новим играчкама“. Главни јунак излази на улице напуштеног града и открива се да га је тумачио Норман Ридус.